# Allied Forces Northern Europe
Die Allied Forces Northern Europe (AFNORTH; deutsch Alliierte Streitkräfte Nordeuropa) war ein Kommandobereich der NATO für Nordeuropa mit dem Hauptquartier in Oslo und von 1954 bis 1994 in Kolsås bei Bærum, Norwegen.

## Geschichte
AFNORTH wurde 1952 aufgestellt. Nach dem Ende des Kalten Kriegs wurde AFNORTH 1994 in den neuen Kommandobereich Allied Forces Northwestern Europe (Alliierte Streitkräfte Europa Nordwest; AFNORTHWEST) integriert.
Zum Verantwortungsbereich (area of responsibility) von Allied Forces Northern Europe gehörten die Staaten Dänemark und Norwegen, sowie die Länder Hamburg und Schleswig-Holstein. Außerdem gehörten hierzu die Bereiche Nordsee, Skagerrak, Kattegat und die Ostsee mit Belten und Sund.
Die Befehlshaber waren zuletzt Offiziere im Rang eines Generals oder Admirals aus dem Vereinigten Königreich.
Mit dem Akronym AFNORTH wurde von 2000 bis 2004 eine Kommandobehörde der NATO bezeichnet, das Regional Command Allied Forces North Europe, dem späteren Allied Joint Force Command Brunssum.

### Struktur 1953
- NATO-Regionalkommando für Nordeuropa (AFNORTH) mit Hauptquartier in Oslo, Norwegen[2]
  - Kommandobehörde Allied Land Forces Norway in Oslo
  - Kommandobehörde Allied Land Forces Denmark in Kopenhagen
  - Kommandobehörde Allied Air Forces Northern Europe in Sandvika
  - Kommandobehörde Allied Naval Forces Northern Europe in Oslo

### Struktur 1962–1993

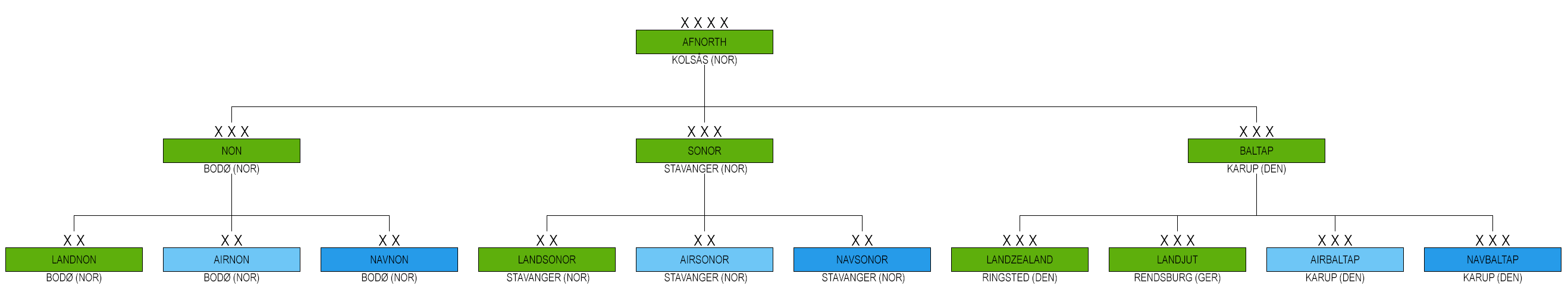
Allied Forces Northern Europe Struktur 1989 (zum Vergrößern anklicken)

- NATO-Regionalkommando für Nordeuropa (AFNORTH) mit Hauptquartier in Kolsås, Norwegen[3]
  - Kommandobehörde Allied Command Baltic Approaches (BALTAP; dt.: Alliiertes Kommando Ostseezugänge) mit Hauptquartier in Karup, Dänemark mit
    - dem Befehlshaber der Landstreitkräfte in Schleswig-Holstein und Jütland (COMLANDJUT)
    - dem Befehlshaber der Landstreitkräfte in Seeland (COMLANDSEALAND)
    - dem Befehlshaber der Luftstreitkräfte Ostseezugänge (COMAIRBALTAP) in Karup und
    - dem Befehlshaber der Seestreitkräfte Ostseezugänge (COMNAVBALTAP) in Karup (anfangs in Kiel-Holtenau).

  - Kommandobehörde Allied Command South Norway (SONOR; Alliiertes Kommando Südnorwegen) mit Hauptquartier in Stavanger und die
  - Kommandobehörde Allied Command North Norway (NON; Alliiertes Kommando Nordnorwegen) mit Hauptquartier in Bodø.